# Thoirette
Thoirette és un municipi francès situat al departament del Jura i a la regió de Borgonya - Franc Comtat. L'any 2007 tenia 628 habitants.

## Demografia

### Població
El 2007 la població de fet de Thoirette era de 628 persones. Hi havia 240 famílies de les quals 73 eren unipersonals (49 homes vivint sols i 24 dones vivint soles), 61 parelles sense fills, 94 parelles amb fills i 12 famílies monoparentals amb fills.
La població ha evolucionat segons el següent gràfic:
Habitants censats

### Habitatges
El 2007 hi havia 337 habitatges, 254 eren l'habitatge principal de la família, 60 eren segones residències i 22 estaven desocupats. 273 eren cases i 60 eren apartaments. Dels 254 habitatges principals, 160 estaven ocupats pels seus propietaris, 86 estaven llogats i ocupats pels llogaters i 8 estaven cedits a títol gratuït; 1 tenia una cambra, 10 en tenien dues, 41 en tenien tres, 91 en tenien quatre i 112 en tenien cinc o més. 218 habitatges disposaven pel capbaix d'una plaça de pàrquing. A 110 habitatges hi havia un automòbil i a 125 n'hi havia dos o més.

### Piràmide de població
La piràmide de població per edats i sexe el 2009 era:
| Homes | Edats   | Dones |
| ----- | ------- | ----- |
| 0     | 95 o +  | 0     |
| 0     | 90 a 94 | 0     |
| 0     | 85 a 89 | 8     |
| 4     | 80 a 84 | 4     |
| 4     | 75 a 79 | 8     |
| 16    | 70 a 74 | 12    |
| 8     | 65 a 69 | 8     |
| 12    | 60 a 64 | 16    |
| 8     | 55 a 59 | 8     |
| 36    | 50 a 54 | 4     |
| 16    | 45 a 49 | 28    |
| 36    | 40 a 44 | 12    |
| 8     | 35 a 39 | 20    |
| 28    | 30 a 34 | 32    |
| 8     | 25 a 29 | 28    |
| 12    | 20 a 24 | 4     |
| 16    | 15 a 19 | 16    |
| 24    | 10 a 14 | 12    |
| 12    | 5 a 9   | 32    |
| 36    | 0 a 4   | 12    |

## Economia
El 2007 la població en edat de treballar era de 379 persones, 295 eren actives i 84 eren inactives. De les 295 persones actives 278 estaven ocupades (150 homes i 128 dones) i 17 estaven aturades (9 homes i 8 dones). De les 84 persones inactives 33 estaven jubilades, 26 estaven estudiant i 25 estaven classificades com a «altres inactius».

### Ingressos
El 2009 a Thoirette hi havia 259 unitats fiscals que integraven 652,5 persones, la mediana anual d'ingressos fiscals per persona era de 17.192 €.

### Activitats econòmiques
Dels 33 establiments que hi havia el 2007, 1 era d'una empresa alimentària, 1 d'una empresa de fabricació de material elèctric, 4 d'empreses de construcció, 10 d'empreses de comerç i reparació d'automòbils, 3 d'empreses de transport, 1 d'una empresa d'hostatgeria i restauració, 2 d'empreses financeres, 3 d'empreses immobiliàries, 3 d'empreses de serveis, 4 d'entitats de l'administració pública i 1 d'una empresa classificada com a «altres activitats de serveis».
Dels 8 establiments de servei als particulars que hi havia el 2009, 1 era una oficina de correu, 1 una oficina bancària, 2 tallers de reparació d'automòbils i de material agrícola, 1 paleta, 1 guixaire pintor, 1 fusteria i 1 restaurant.
Dels 5 establiments comercials que hi havia el 2009, 2 eren botigues de més de 120 m², 1 una botiga de menys de 120 m², 1 una fleca i 1 una botiga de mobles.

## Equipaments sanitaris i escolars
L'únic equipament sanitari que hi havia el 2009 era una farmàcia.
El 2009 hi havia una escola elemental.

## Poblacions més properes
El següent diagrama mostra les poblacions més properes.